# 任應徵
任應徵（1559年—？年），字文庸，四川保寧府閬中縣人，明朝政治人物。

## 生平
萬曆十年（1582年）壬午科四川鄉試舉人，萬曆十一年（1583年）聯捷癸未科會試第二百八十九名，第三甲第一百一十五名進士。十七年十月考选山西道監察御史。次年疏參兵部尚書王一鹗，又弹劾山西巡抚李采菲、學政范守己，又曾與御史朱应毂、佥事李琯交章彈劾名將李成梁，十九年八月出为河南信陽兵备佥事。二十一年七月升陕西行太僕寺少卿兼佥事，二十六年六月以事降蔚州知州，三十一年三月升山西按察司佥事，管宁武兵备，三十三年二月升懷隆兵备參議，三十四年十月升副使，照旧管事，歷升本省按察使，四十年三月調任陕西。

## 家族
曾祖任儀；祖任維賢；父任浙生，母唐氏；繼母馬氏。慈侍下，兄應聘，弟應衡；應復。